# Bosc del Sastre
El bosc del Sastre és una pineda del poble de Clariana de Cardener al municipi del mateix nom de la comarca del Solsonès. Està situada al nord de la masia de Cal Sastre entre la rasa del Rèvol (a ponent) i el límit amb la comarca del Bages (a llevant).